# 検定ジャポン
『検定ジャポン』（けんていジャポン）は、2008年4月4日 から2008年9月19日までフジテレビで放送されていたクイズ形式の旅行情報番組である。略称「検ジャポ」。

## 番組概要
月1回放送されていた『月刊!検定パンチ』をレギュラー化した番組。レギュラー化にあたり制作スタッフは続投したものの、司会者はおぎやはぎと関根麻里からみのもんたに変更されている。
日本各地の様々な観光スポットや著名人のふるさとを自ら訪れたりして、その観光情報を検定を交えながら届ける情報番組だった。
毎週金曜19:00～19:57（JST）の放送。ただし、前番組に引き続いてのローカルセールス枠だったため、東海テレビ・関西テレビ・岡山放送では自社制作番組のため未放送だった。日本テレビ系列とフジテレビ系列のクロスネット局であるテレビ大分は月曜14:05～15:00に遅れ放送された(スペシャル時は同時ネット)。同じく日本テレビ系列とフジテレビ系列のクロスネット局であるテレビ宮崎は、未放送となった（なお、2時間スペシャルはフルネットの局もあれば1時間編集版を放送する局とに対応が分かれた）。また、日本テレビ系列の青森放送でも前番組に引き続き金曜9:55～10:55に放送された（2008年4月25日放送開始、2時間スペシャルは1時間編集版で放送）。
初回の視聴率は11.8%であったが、第2回以降はほとんどの回で一桁を記録し、平均視聴率は8%前後、第4回までの平均が8.65%、レギュラーでの最高平均視聴率は2008年9月12日の12.6%だった。
2008年9月19日の2時間スペシャルで終了した。
2008年7月より携帯サイト「検定ジャポン@モバイル」でも番組検定を楽しめるようになった。

## 出演者

### 司会
- みのもんた

### アシスタント
- 大島由香里（当時フジテレビアナウンサー）
- 他スタジオゲスト数名

### ナレーション
- 杉本るみ
- 茶風林

## コーナー
- ふるさと検定　各界著名人のふるさとを実際にその著名人やレポーターが取材し、歴史・グルメ・観光スポット、更に著名人の思い出の地を訪ねながら検定問題を出した。
  - TOKYOシティ検定 - BREAKERZのDAIGOやご当地検定員が東京の各地を探訪。視聴率テコ入れのために開始された「ふるさと検定」コーナーで、2008年5月14日開始。
- ジャポン不思議検定　日本各地の歴史遺産にまつわる謎にレポーターが迫った。

## スタッフ
- 監修：〆谷浩斗
- 構成：金森直哉、工藤ひろこ、コバヤシマナブ
- リサーチ：フリード、Bリサーチ、ビスポ、ニューズクリエイト
- TP：辻本豊
- SW：片平哲也
- CAM：白石峰郎
- VE：田中昭博
- AUD：浅岡利津子
- CA：真野昇太
- LD：谷口明美
- ロケENG：永妻満
- 美術プロデューサー：上村正三
- デザイン：竹中健
- 美術進行：横守剛
- 電飾：岸和幸
- 大道具：浅見大、井田正也
- アクリル装飾：織田秀幸
- マルチ：上福更記
- メイク：山田かつら
- スタイリスト：御法川靖子
- 編集：菊地正吾、吉川豪
- MA：水野学
- 音効：太田光則（フリーダム・オブ・ザック）
- CG：前川陽介（.movs）
- 編成：八木祐子・熊谷剛（共にフジテレビ）
- 広報：小出和人（フジテレビ）
- TK：岡田紗代子
- デスク：森次千香子、東條いづみ
- AD：吉野孝俊、杉本美雪、岡田祐輔
- AP：内海雅（アルファ・グリッド）、古賀リュスウケ、碓氷陽子
- ディレクター：有川崇（アルファ・グリッド）、中田三浩、丸林徳昭、山本結城、水野英明
- 演出 : 青山速己
- プロデューサー：挟間英行（フジテレビ）、朝倉千代子（アルファ・グリッド）、永盛健之
- チーフプロデューサー：宮道治朗（フジテレビ、以前は監修）
- 技術協力：八峯テレビ、FLT、サンフォニックス、マルチバックス、IMAGICA、ワークビジョン、テルミック
- 美術協力：フジアール、チトセアート、ナカムラ綜美、興進電化、東京衣裳
- 制作協力：D:COMPLEX
- 制作：フジテレビバラエティ制作センター
- 製作著作：フジテレビ

### 過去のスタッフ
- チーフプロデューサー：和田実